# Cevico Navero
Cevico Navero település Spanyolországban, Palencia tartományban.  Lakosainak száma 178 fő (2024).

## Népesség
A település népessége az elmúlt években az alábbi módon változott:
| Lakosok száma | 263  | 253  | 235  | 234  | 219  | 196  | 211  | 194  | 189  | 178  |
|               | 2001 | 2004 | 2007 | 2009 | 2012 | 2014 | 2017 | 2019 | 2022 | 2024 |